# 예술신학
예술신학(theology of art)은 기독교 신학방법론의 하나로 예술과 신학의 학문적 대화와 융합을 뜻한다. 예술신학이라는 표현을 사용한 대표적인 기독교 신학자로 폴 틸리히(Paul Tillich)와 유동식 (신학자)이 있다.
틸리히는 예술신학을 문화신학의 구체적 형태의 하나로 설명한다. 그의 문화신학에서 따르면, 종교를 문화의 본질이고 문화를 종교의 표현이다. 그리고 예술은 중요한 문화의 표현 형식이다. 예술신학은 예술적 행위와 예술 작품 속에 드러나는 하나님의 계시에 대한 교리이다. 틸리히가 예술과 종교의 관계를 표면과 깊이의 구조로 이해했다면, 유동식은 그 관계를 전경(前景)과 후경(後景)의 구조로 이해한다. 신학과 미학의 만남을 가리키는 예술신학은 신학적 미학, 미학적 신학, 기독교미학, 종교미학 등 다양하게 표현된다. 이에 손호현(연세대학교 신학과 교수)은 미학신학(美學神學)이라는 새로운 이름을 제안했다.

###### 참조
1. ↑  손호현. “미학신학을 찾아서: 화이트헤드의 과정신학과 미학.” 「한국조직신학논총」 16 (2006): 253-284.